# Joanne Malkus Simpson

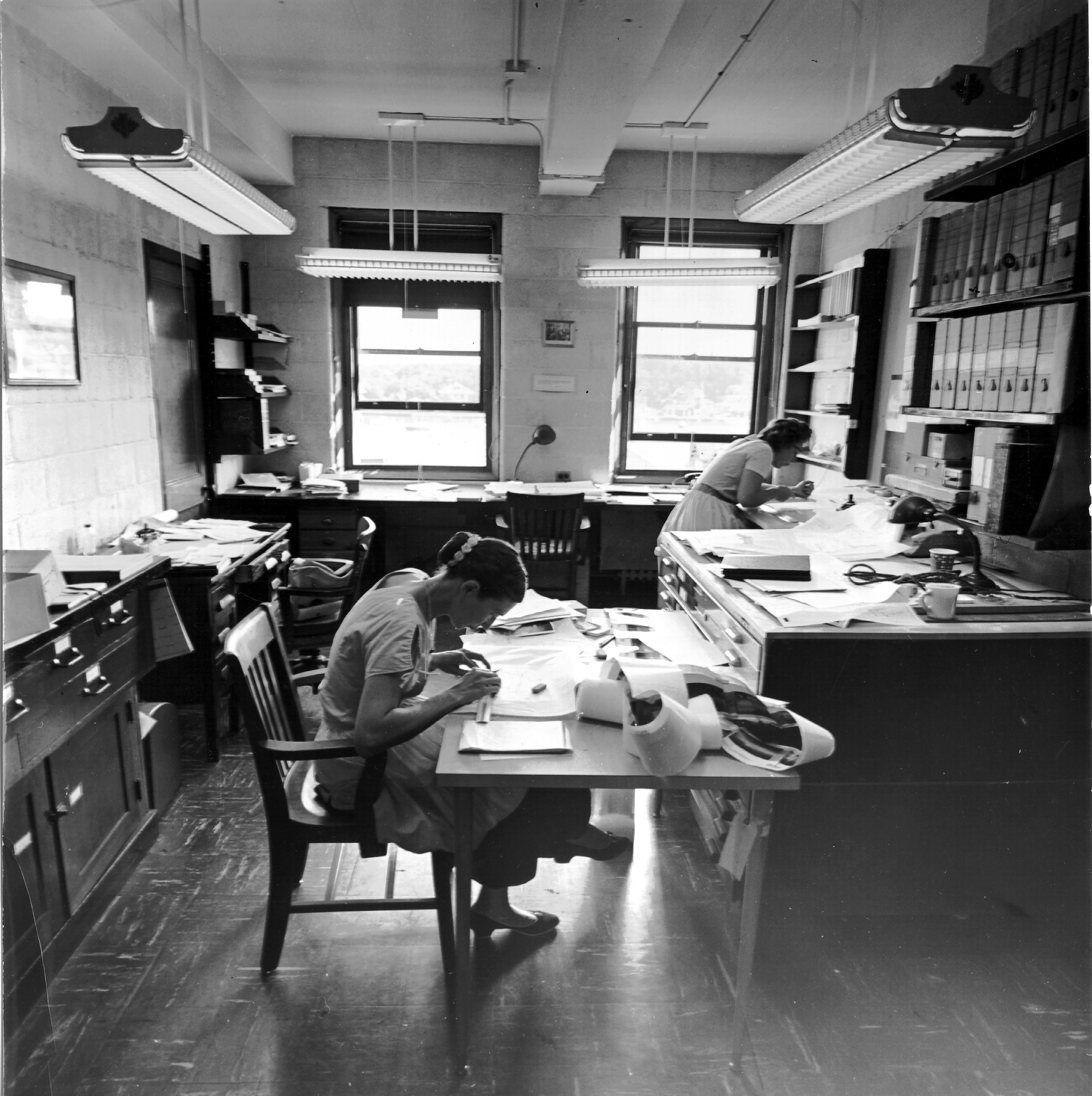
Joanne M. Simpson bei der Fotostudie von Wolken in ihrem Laboratorium Mitte der 1950er Jahre

Joanne Malkus Simpson (Geburtsname: Joanne Gerould; * 23. März 1923 in Boston, Massachusetts; † 4. März 2010 in Washington, D.C.) war eine US-amerikanische Meteorologin und war weltweit die erste Frau, die einen Doktorgrad in Meteorologie erhielt. Sie entwickelte außerdem das erste wissenschaftliche Modell von Wolken und entdeckte die Gründe für das Vorwärtswirbeln von Hurrikanen und von atmosphärischen Winden in den Tropen.

## Biografie

### Studium und erste wissenschaftliche Arbeiten
Ihr Interesse für Wolken entstand bei einem Segelkurs und bei der Ausbildung zur Pilotin. Nach dem Schulbesuch studierte sie Meteorologie an der University of Chicago am Lehrstuhl von Carl-Gustaf Rossby. Nach dem Abschluss des Studiums mit einem Master of Science (M.Sc.) suchte sie einen Doktorvater, wurde jedoch als Frau abgewiesen. Daher nahm sie zunächst eine Tätigkeit als Lehrerin am Illinois Institute of Technology (IIT) auf und traf dort auf den deutschen Immigranten Herbert Riehl, der dort als Lecturer in der Erforschung von Tropenstürmen arbeitete. Riehl übernahm die Aufgabe als Doktorvater, so dass sie mit der Erforschung von Wolken an der University of Chicago beginnen konnte.
Zu der Zeit wurden Wolken als das Ergebnis, nicht jedoch als Grund für Wetter betrachtet. Sie selbst betrachtete Wolken allerdings als faszinierend und Professor Rossby teilte ihr mit, dass sich niemand anderes für dieses Thema interessiere, so dass es ein gutes Fach „für ein kleines Mädchen zum Studium sei.“
Nachdem sie 1949 ihren Doktorgrad mit einer Dissertation zum Thema Certain features of undisturbed and disturbed weather in the trade-wind region als erste Frau weltweit im Fach Meteorologie erworben hatte, verfassten sie und Riehl einige grundlegende Fachaufsätze über Hurrikane und tropische Meteorologie. Außerdem wurde sie Assistenzprofessorin für Physik am Illinois Institute of Technology. 1951 wurde sie Forschungsmeteorologin an der Woods Hole Oceanographic Institution in Massachusetts, wo sie nur mit der Hilfe eines Rechenschiebers erste mathematische Modelle von Wolken konstruierte. Um ihre Arbeit zu bestätigen, war es jedoch nötig, in die sehr großen Wolkenfelder in der Nähe des Äquators zu fliegen. Die US Navy lieh dem Institut ein altes Seeaufklärungsflugzeug vom Typ Consolidated PBY, das mit den wissenschaftlichen Instrumenten ausgestattet wurde. Allerdings lehnte es der damalige Direktor des Instituts ab, dass sich Frauen auf derartige Feldstudien begeben, woraufhin der für das Flugzeug verantwortliche Marineoffizier entgegnete: „No Joanne, no airplane“, so dass sie schließlich doch flog (airplane = Flugzeug, Seaplane = Flugboot).
In den folgenden Jahren befand sie sich mit der Unterstützung eines Guggenheim-Stipendiums im Vereinigten Königreich sowie an der University of California, Los Angeles (UCLA).
Animiert, geprägt und stark belesen in tropischer Meteorologie machte sie in den 1950er Jahren auf sich aufmerksam, als sie zusammen mit Herbert Riehl erklärte, wie die Atmosphäre Hitze und Feuchtigkeit aus den Tropen in höhere geographische Breiten bewegt. Diese Hot Tower genannte Hypothese, die durch ihr Modell der Cumulus-Wolken gestützt wurde, half zu erklären, wie die Passatwinde wehen und wie Hurrikane die Hitze halten, die sie stärken.
Darüber hinaus war sie Beraterin des Nationalen Hurrikanforschungsprojektes (National Hurricane Research Project (NHRP)). Im Rahmen des vom NHRP durchgeführten Projekts Stormfury flog sie 1963 über Wolkenfelder und stieß Leuchtkugeln in den Wolken aus, die Silberiodid verbreiteten. Die Wolken verhielten sich so, wie sie es vorausgesagt hatte. In einem Artikel berichtete sie später über dieses Ereignis wie folgt:
„Und ein Aufruhr brach aus. Ich war total unwissend, was die Größe der Emotionen und Anfeindungen anging, die gegen alles gerichtet waren, das etwas mit Hagelfliegern zu tun hatte.“ (“[…] and a furor broke loose. I was totally unaware of the level of emotion and hostility that was directed against anything that had to do with cloud seeding.”)
Kurz darauf heiratete sie den Direktor des NHRP Robert H. Simpson und war mit diesem 37 Jahre lang verheiratet. Sie selbst war zwischen 1965 und 1974 Direktorin des Experimentell-Meteorologischen Laboratoriums in Coral Gables, das 1970 in die neugegründete National Oceanic and Atmospheric Administration (NOAA) eingegliedert wurde. Obwohl sie nicht ihren Glauben in die wissenschaftlichen Möglichkeiten der Hagelfliegerei verloren hatte, sagte sie 1999, dass das im Rahmen des Projekts Stormfury verausgabte Geld besser für Wohnungssanierungen und Verschärfung der Bauvorschriften in von Hurrikanen betroffenen Gebieten verwendet worden wäre.

### Chefmeteorologin am Goddard Space Flight Center
1974 nahm sie eine Lehrtätigkeit an der University of Virginia auf, ehe sie 1979 Leiterin der Sektion für schwere Stürme des Goddard Space Flight Center (GSFC) der National Aeronautics and Space Administration (NASA) wurde und dort als Chefmeteorologin bis zum Ende ihrer beruflichen Laufbahn tätig blieb.
Ihre wichtigste berufliche Ernennung erhielt sie zum Ende ihrer langen Laufbahn, als die NASA sie 1986 mit der Leitung der wissenschaftlichen Studie der beabsichtigten Mission zur Messung tropischer Regenfälle betraute. Die gemeinsame Mission mit der Japan Aerospace Exploration Agency wurde zum Schlüssel für das wissenschaftliche Erlernen wie Hurrikane im Atlantischen Ozean beginnen, wie Staub und Rauch Regenfälle drastisch beeinflussen können und zur Abschätzung durch tropische Wolkensysteme abgegebener latenter Hitze. Sie leitete damit einzigartige Wettermodifikations-Experimente eines internationalen Wettersatellitenprojekts zur Messung tropischer Regenfälle über den Ozeanen und setzte dieses fort, um signifikante Einflüsse nachzuweisen.
Auch nach ihrem Ausscheiden aus dem aktiven Berufsleben beschäftigte sie sich mit wissenschaftlichen Fragen und löste noch 2008 eine Kontroverse aus, als sie in einem Fachaufsatz ihre Skepsis über einige grundlegende Zweifel in der Diskussion über die globale Erwärmung ausdrückte. Während sie bessere Daten und strengere Definitionen forderte, drängte sie die Bevölkerung, auf die Empfehlungen des Intergovernmental Panel on Climate Change zu reagieren „denn, wenn wir nicht die Emissionen von Treibhausgasen verringern, und die Klimamodelle richtig sind, die Erde, wie wir sie kennen, in diesem Jahrhundert nicht mehr zu halten sein wird. Aber als Wissenschaftlerin bleibe ich skeptisch.“

### Würdigungen und Auszeichnungen
Greg Holland, Direktor des Erdsystemlaboratoriums im National Center for Atmospheric Research (NCAR) in Boulder (Colorado) würdigte sie mit den Worten:
„Es gibt keinen Zweifel, dass es niemals eine fähigere Frau in der Meteorologie gab, und sie gehört auch zu den fünf besten Meteorologen in der Geschichte gleich welchen Geschlechts.“ („There is zero doubt that there has never been a more capable woman in meteorology, and she would also be in the top five of all meteorologists in history, no matter the gender“).
Sie förderte zugleich auch zwei Generationen von hochrangigen Wissenschaftlern und insbesondere von Frauen und wurde 1998 von der Ms. Foundation for Women zu einer der zehn vorbildlichsten Frauen gekürt.
Für ihre Verdienste wurde Joanne Malkus Simpson, die auch erste weibliche Präsidentin der American Meteorological Society (AMS) war, 1983 mit der Carl-Gustaf Rossby Research Medal ausgezeichnet, der höchsten Auszeichnung der AMS für atmosphärische Wissenschaften. Außerdem war sie Mitglied der National Academy of Engineering und erhielt 2002 als erste Frau den angesehenen International Meteorological Organization Prize der World Meteorological Organization. 2006 wurde sie in die American Academy of Arts and Sciences gewählt.

## Veröffentlichungen
Daneben veröffentlichte sie zahlreiche Publikationen und Fachaufsätze. Zu ihren wichtigsten Arbeiten gehören:
- Observational studies of convection. Woods Hole Oceanographic Institution 1949.
- The flow of a stable atmosphere over a heated island. Illinois Institute of Technology, Dept. of Physics 1951.
- Recent advances in the study of convective clouds and their interaction with the environment. Woods Hole Oceanographic Institution 1951.
- mit Herbert Riehl: On the heat balance and maintenance of circulation in the trades. 1957
- On the dynamics and energy transformation in steady-state hurricanes. U.S. Weather Bureau 1959.
- The air and sea in interaction. Woods Hole Oceanographic Institution 1960.
- A seeding experiment in cumulus dynamics. Woods Hole Oceanographic Institution 1964.
- mit Robert H. Simpson: Experiments in Hurricane Modification. In: Scientific American. Ausgabe 211 (1964)[17]
- Morphology of Precipitation Clouds And Cloud Systems. In: Helmut K. Weickmann: Physics of precipitation: proceedings. 1969, ISBN 0-87590-005-4, S. 31 ff.
- mit Claude Ronne: Cloud Distributions over the Tropical Oceans in Relation to Large-Scale Flow Patterns. In: Helmut K. Weickmann: Physics of precipitation: proceedings. 1969, ISBN 0-87590-005-4, S. 45 ff.
- mit Herbert Riehl: Tropical Whole Sky Code. In: Helmut K. Weickmann: Physics of precipitation: proceedings. 1969, ISBN 0-87590-005-4, S. 56 ff.
- On the structure of trade-wind air below cloud. 1998.